# Primitiopsidae
De Primitiopsidae zijn een familie van uitgestorven kreeftachtigen uit de klasse van de Ostracoda (mosselkreeftjes).

## Geslachten
- Anisocyamina †
- Gravia Polenova, 1952 †
- Guerichiella Adamczak, 1968 †
- Neopribylites Loranger, 1963 †
- Parasulcicuneus Zhang (K.), 1982 †
- Parasulcicuneus Wang & Jones, 1993 †
- Primitiopsis Jones, 1887 †
- Russia Polenova, 1952 †
- Selebratina Polenova, 1953 †
- Sulcatiella Polenova, 1968 †
- Sulcicuneus Kesling, 1951 †
- Urftella Becker, 1970 †